# John Beal (compositeur)
Pour les articles homonymes, voir John Beal et Beal.
John Beal, de son vrai nom John Everett Beal, est un compositeur américain de musiques de films né le 20 janvier 1947 à Santa Monica, en Californie (États-Unis).

## Filmographie
- 1978 : Circus Challenge
- 1978 : Zero to Sixty
- 1979 : Getting in Shape for the Main Event (TV)
- 1979 : The Captain & Tennille Songbook (TV)
- 1981 : Massacres dans le train fantôme (The Funhouse)
- 1982 : Lights, Camera, Annie! (TV)
- 1983 : Littleshots (TV)
- 1984 : Terreur dans la salle (Terror in the Aisles)
- 1985 : More Than Brothers (TV)
- 1986 : Macabre Party (Killer Party)
- 1992 : The Secret World of Spying (TV)
- 1992 : Making 'Bram Stoker's Dracula' (TV)
- 1993 : Making Gilbert Grape (TV)
- 1994 : Through the Eyes of Forrest Gump (TV)
- 1996 : Making 'Hamlet' (vidéo)
- 1999 : A Journey in Faith (vidéo)
- 2000 : Return to Haight (vidéo)
- 2000 : Alien Fury: Countdown to Invasion (TV)
- 2001 : Junkies at the Gate (vidéo)
- 2002 : Sweet Deadly Dreams
- 2002 : Bay Boyz (vidéo)
- 2002 : Cultivision (Collapsing Stars)
- 2003 : Baberellas
- 2003 : Sister Sausalito
- 2003 : Salmon Run
- 2005 : Huntington